# Franco Sartori
Franco Sartori (Crocetta del Montello, 30 december 1922 – Padua, 13 oktober 2004) was hoogleraar Griekse en Romeinse geschiedenis (1958-1996) van de universiteit van Padua, in Noord-Italië.
Sartori studeerde geschiedenis aan de universiteit van Padua waar hij nadien een leerstoel kreeg. Zijn onderzoek spitste zich toe op de Staat van Plato, alsook de Atheense en Spartaanse samenleving in het Oude Griekenland. Wat de Romeinse Oudheid aanging, publiceerde hij onder meer over Regio X van Italia; Regio X was het Romeinse district Veneto en Istrië waartoe Padua behoorde. Hij werd doctor honoris causa van de universiteit van Besançon in Frankrijk (1965). Aan de universiteit van Padua was hij een jaar prorector (1970-1971). In 2002, ter gelegenheid van zijn 80e verjaardag, vond er een overzichtssymposium plaats over al zijn publicaties en boeken.